# Milano-Sanremo 1919
La Milano-Sanremo 1919, dodicesima edizione della corsa, fu disputata il 6 aprile 1919, per un percorso totale di 286,5 km. Fu vinta dall'italiano Angelo Gremo, giunto al traguardo con il tempo di 11h26'00" alla media di 25,058 km/h davanti ai connazionali Costante Girardengo e Giuseppe Olivieri.
I ciclisti che partirono da Milano furono 42; coloro che tagliarono il traguardo a Sanremo furono 22 (21 italiani ed 1 belga).

## Ordine d'arrivo (Top 10)
| Pos. | Corridore           | Squadra | Tempo     |
| ---- | ------------------- | ------- | --------- |
| 1    | Angelo Gremo        | Stucchi | 11h26'00" |
| 2    | Costante Girardengo | Stucchi | a 2'15"   |
| 3    | Giuseppe Olivieri   | Stucchi | a 8'00"   |
| 4    | Giuseppe Azzini     | Legnano | s.t.      |
| 5    | Carlo Galetti       | Legnano | a 25'00"  |
| 6    | Mario Santagostino  | -       | a 25'30"  |
| 7    | Luigi Lucotti       | Bianchi | a 30'00"  |
| 8    | Clemente Canepari   | Stucchi | a 30'50"  |
| 9    | Giovanni Rossignoli | Bianchi | a 38'30"  |
| 10   | Lucien Buysse       | Legnano | a 41'30"  |